# Imperialismo linguistico
Imperialismo linguistico (titolo originale: Linguistic Imperialism) è un libro del linguista britannico Robert Phillipson, pubblicato dalla Oxford University Press nel 1992 (ISBN 0-19-437146-8), che verte sul tema dell'inglese come lingua dominante, ovvero di dominio nel mondo.

## Prefazione
Nella prefazione, l'autore enuncia lo scopo che si prefigge, voler «esplorare il fenomeno dell'inglese contemporaneo», in quanto idioma riconosciuto come «lingua internazionale per eccellenza», analizzando come e perché  è diventato dominante al punto da essere un ormai imprescindibile strumento della politica estera in ogni paese.
Passando attraverso la storia della diffusione dell'inglese, viene disegnato il ruolo che la lingua assunse nel mondo all'epoca del colonialismo, soprattutto  in Africa e , in modi diversificati, nei paesi del Terzo mondo.
Attraverso una disamina degli attuali metodi didattici di insegnamento della lingua inglese (l'English language teaching, ELT), Philipson individua implicazioni teoretiche e pratiche che linguistica e pedagogia dell'inglese apportano alla sfera del potere politico su scala mondiale.

## Esposizione
Nel libro, il professor Phillipson sostiene che l'inglese è stato un fattore dell'imperialismo politico, economico e culturale, importante per il ruolo delle potenze egemoni su scala mondiale. 
Mentre, in una prima fase storica, l'insegnamento della lingua dell'élite dominante ha contribuito a sottomettere le colonie, in seguito è divenuto strumento stabilizzante del controllo sulle ex colonie dell'impero britannico, ma anche strumento di espansione ideologica per affermare i principi ideologici della lingua dominante.
L'approccio teoretico dell'autore deriva da decenni di collaborazione culturale con la linguista Tove Skuttnab-Kangas sulle teorie delle relazioni tra linguaggio e potere, e tra gruppi dominanti e gruppi dominati, tra cui rientrano oggi gli immigrati.

## Metodo multidisciplinare e comparativo
Il metodo di analisi unisce lo studio linguistico all'indagine politico-sociologica che tocca la geopolitica attraverso la comparazione, con lo scopo di dare una spiegazione alla domanda sul come la lingua inglese sia stata l'unica a prosperare, battendo la concorrenza di altre lingue, come il francese, nel XX secolo.
Per quanto riguarda la Danimarca, dove vive ed insegna, l'autore considera che il sempre più massiccio impatto di fonti di documentazione in inglese, in tutte le discipline, abbia ritorni positivi ma anche aspetti che definisce «perniciosi».

## Postulati critici
Phillipson propone una serie di postulati, ritenuti oggettivamente critici:
- La  Pedagogia linguistica negli anni '60 è stata isolata dal contesto delle altre scienze sociali, per diventare un fattore della politica espansionistica ed egemonica.
- L'inglese contribuisce a perpetuare la disuguaglianza e lo sfruttamento dei paesi dell'area meridionale del globo.
- All'Impero britannico, storicamente si è sostituito «L'impero dell'inglese».
- In Africa l'implementazione dell'inglese come mezzo di educazione scolastica è parte di una organizzazione neocolonialista.